# 9761 Krautter
9761 Krautter è un asteroide della fascia principale. Scoperto nel 1991, presenta un'orbita caratterizzata da un semiasse maggiore pari a 2,2588930 UA e da un'eccentricità di 0,1596016, inclinata di 3,60090° rispetto all'eclittica.